# لين مكمان
لين مكمان (بالإنجليزية: Len McMahon)‏ (9 أكتوبر 1887 في أستراليا - 5 يوليو 1968 في نيوزيلندا) هو لاعب كريكت نيوزلندي. لعب مع فريق أوكلاند للكريكت ‏.

## وصلات خارجية
- لين مكمان على موقع إي آس بي آن كريك إنفو (الإنجليزية)